# Star Trek
Pour les articles homonymes, voir Star Trek (homonymie).

Logo de la série télévisée Star Trek.

Star Trek (à l'origine nommée sous son titre français, Patrouille du cosmos) est un univers de science-fiction, créé par Gene Roddenberry en 1966, qui regroupe sept séries télévisées qui comptabilisent 788 épisodes[réf. nécessaire] (soit plus de cinq cent quarante heures de programme), treize longs métrages, des centaines de romans, de bandes dessinées et des dizaines de jeux vidéo, ainsi qu'une fanfiction importante. Entre 2006 et 2019, la franchise de télévision était la propriété exclusive de la compagnie CBS, tandis que la franchise cinématographique était la propriété de la Viacom, maison-mère de Paramount Pictures. Depuis la fusion de ViacomCBS en 2019, la franchise Star Trek est de nouveau réunie au sein d'une même entité.
Dans l'univers Star Trek, l'humanité développe le voyage spatial à vitesse supraluminique, grâce à un moteur à distorsion, à la suite d'une période post-apocalyptique du milieu du XXIe siècle (voir le Jour du Premier Contact). Plus tard, l'homme s'unit à d'autres espèces intelligentes de la galaxie pour former la Fédération des planètes unies. À la suite d'une intervention extraterrestre, et grâce à la science, l'humanité surmonte largement ses nombreux vices et faiblesses terrestres, au XXIIIe siècle. Les histoires de Star Trek dépeignent souvent les aventures d'êtres humains et d'espèces extra-terrestres qui servent dans Starfleet, ainsi que les nombreux contacts de ceux-ci avec d'autres civilisations.
Les protagonistes, dont les idéaux sont parfois imparfaitement appliqués aux dilemmes présentés dans la série, sont essentiellement altruistes. Nombre de conflits et de dimensions politiques de Star Trek constituent des allégories de réalités culturelles contemporaines ; la série télévisée originale de Star Trek aborde les questions des années 1960, tout comme les séries dérivées ultérieures ont reflété des questions de leurs époques respectives. Les problèmes soulevés dans les différentes séries sont : la guerre et la paix, l'autoritarisme, l'impérialisme classique, la lutte des classes, l'eugénisme, la géopolitique, le racisme, les droits de l'homme, le sexisme, le féminisme et le rôle de la technologie.

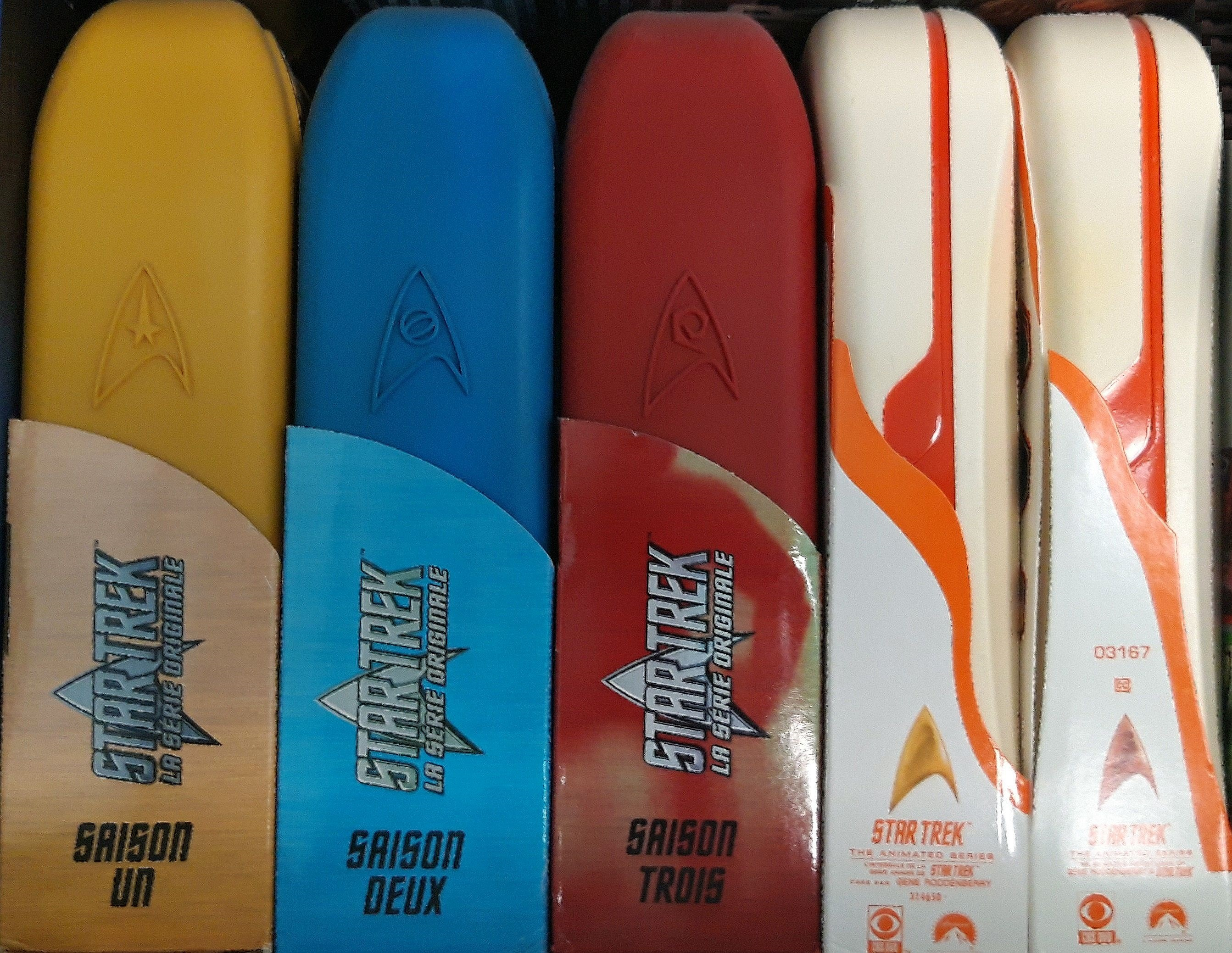
Star Trek (1966-69) et dessins animés (1973).

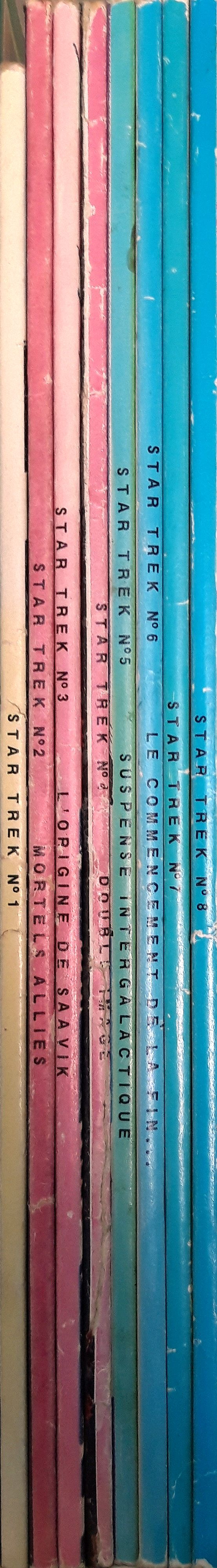
Comics français Star Trek 1re série (années 1970).

## Histoire
Cette section ne s'appuie pas, ou pas assez, sur des sources secondaires ou tertiaires indépendantes du sujet. Le texte peut contenir des analyses inexactes ou inédites de sources primaires.
Pour l'améliorer, ajoutez-en, ou placez des modèles {{Source secondaire souhaitée}} ou {{Source secondaire nécessaire}} sur les passages mal sourcés. (septembre 2023)

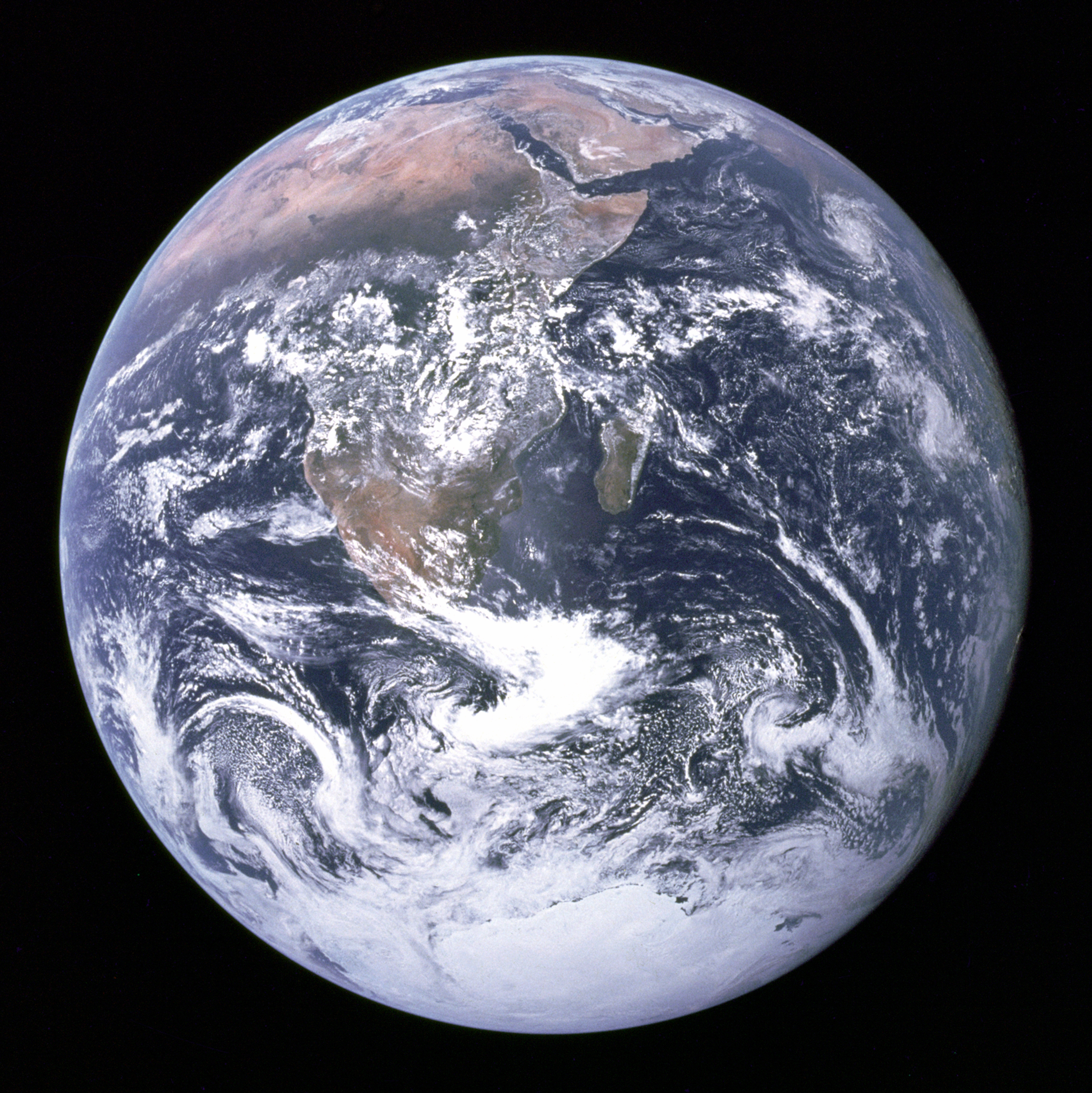
La Terre, berceau de l'humanité et siège de Starfleet.

L'univers Star Trek dépeint un futur optimiste, utopique, dans lequel l'humanité a éradiqué la maladie, l'injustice, le racisme, la pauvreté, l'intolérance et la guerre sur Terre, où la paix règne. Elle s'est également unie à d'autres espèces intelligentes de la galaxie. Les personnages explorent l'espace, à la recherche de nouveaux mondes et de nouvelles civilisations et s'aventurent « là où aucun homme, là où personne, n'est jamais allé ».

Emblème de Starfleet.

Bien que la première série n'ait pas rencontré un grand succès lors de sa diffusion, il est apparu que cet univers suscitait beaucoup d'enthousiasme chez un public particulier de fans, les Trekkies ou Trekkers scolarisés. Ces amateurs inconditionnels ont fait le succès des rediffusions et créé un marché pour les séries suivantes et autres films fondés sur le travail de Gene Roddenberry. Star Trek reste, au XXIe siècle, un des divertissements de science-fiction les plus populaires de la télévision.
Les histoires de Star Trek font partie intégrante de la culture américaine. À la suite d'une opération de lobbying des fans de la série, la NASA a accepté de nommer Enterprise le prototype de la navette spatiale.
Plusieurs épisodes de la première série se fondent sur une confrontation entre une puissance supérieure, généralement une race extraterrestre avancée (possédant souvent de formidables pouvoirs mentaux), avec une technologie de pointe, et un être humain ayant acquis, dans des circonstances particulières, des pouvoirs inhabituels, parfois avec un dieu. Souvent, le but de la puissance en question est d'asservir (ou de détruire) le vaisseau et son équipage, mais tous deux sont sauvés par le capitaine James T. Kirk (James R. Kirk dans le premier épisode de la série, Où l'homme dépasse l'homme), qui est interprété par l'acteur William Shatner. Un cas exceptionnel est l'épisode fameux des Tribbles qui, avec humour, fait entrevoir une autre série de thèmes possibles sur les divers points de vue des espèces ou sur l'environnement. Parfois le scénario est inversé, et les entités « supérieures » « moralisent » les humains (Arena, Les Arbitres du cosmos, L'Impasse). Certains épisodes font appel à des scénaristes réputés (par exemple Robert Bloch sur trois épisodes, dont celui concernant Jack l'Éventreur).
Il n'y a pas d'histoire se prolongeant tout le long de la série originale (contrairement à la série dérivée Deep Space Nine, ou, dans une moindre mesure, Voyager), chaque épisode formant une structure close, séparée des autres, le seul élément de continuité étant la distribution et certains ennemis récurrents comme les Klingons. Tous les épisodes sont au format 52 minutes, sauf l'épisode La Ménagerie, en 2 x 52 minutes, en raison de la réutilisation du premier pilote The Cage, qui fait référence à un couple (équipage, vaisseau) plus ancien.

Drapeau de la Fédération des planètes unies.

La société utopique, la Fédération des planètes unies (FPU), dépeinte dans Star Trek, se fonde sur une « économie de l'abondance », autorisant un progrès des sciences et des technologies. Cette abondance permet, aussi, à chacun, de satisfaire presque tous ses besoins et désirs. Le travail et le commerce ne sont pas nécessaires, l'argent n'existe plus. Les émotions négatives, comme l'avarice ou la jalousie, y sont quasiment inexistantes.
Roddenberry était partisan d'une politique égalitaire et a fréquemment utilisé les épisodes pour présenter sa vision d'une société utopique, basée sur ces principes. La série originale, par exemple, possède un membre d'équipage féminin afro-américain : Nyota Uhura, rôle interprété par l'actrice Nichelle Nichols, une des premières femmes afro-américaines à tenir un rôle régulier à la télévision américaine. Il fait également intervenir un personnage originaire de Russie — Pavel Chekov, interprété par Walter Koenig — et ce, en pleine guerre froide entre les États-Unis et l'Union soviétique. Un autre personnage récurrent est quant à lui né aux États-Unis, mais a clairement des racines familiales provenant du Japon - Hikaru Sulu, interprété par George Takei. Le premier officier vulcain M. Spock, joué par Leonard Nimoy, n'a pas eu, tout d'abord, les faveurs des cadres de la chaîne sous le prétexte que son aspect vaguement satanique pouvait s'avérer trop inquiétant pour le public, mais M. Spock est devenu l'un des personnages les plus populaires de la série originale.
Pour illustrer cette vision idéaliste, le premier pilote de la série, The Cage, a été refusé parce que le commandant en second de l'Enterprise était joué par une femme (Majel Barrett, alias l'infirmière Christine Chapel dans Star Trek puis Lwaxana Troi dans Star Trek : La Nouvelle Génération), ce que la Paramount a jugé « irréaliste ».
De même, pour faire accepter à la Paramount l'actrice noire Nichelle Nichols, qui était pourtant une artiste reconnue en Angleterre, Roddenberry a dû recourir à un chantage devenu classique : « She stays or I leave! » (« Elle reste ou je pars ! »). En outre, le baiser échangé entre celle-ci et le capitaine Kirk, dans l'épisode 3-10 (La Descendance), met alors en œuvre un contrôle mental comme prétexte pour briser ce tabou du premier baiser interracial de la télévision américaine,,. L'épisode fut diffusé le 22 novembre 1968, alors que la sortie nationale du film Devine qui vient dîner ? datait déjà cependant du 12 décembre 1967. Un courrier impressionnant fut à l'époque adressé à la Paramount qui craint même, un moment, une fin de diffusion dans les États du Sud. Lors d'une rencontre particulière entre Nichelle Nichols et Martin Luther King, ce dernier dissuada l'actrice de quitter la série, arguant qu'elle représentait une icône importante pour les mouvements noir et féminin. Son personnage a été recruté uniquement pour ses capacités, et sur aucun autre critère à bord de l'Enterprise. En pleine guerre froide, la série présente également le Russe Pavel Chekov et l'Américain James T. Kirk travaillant sereinement avec le Japonais Hikaru Sulu.

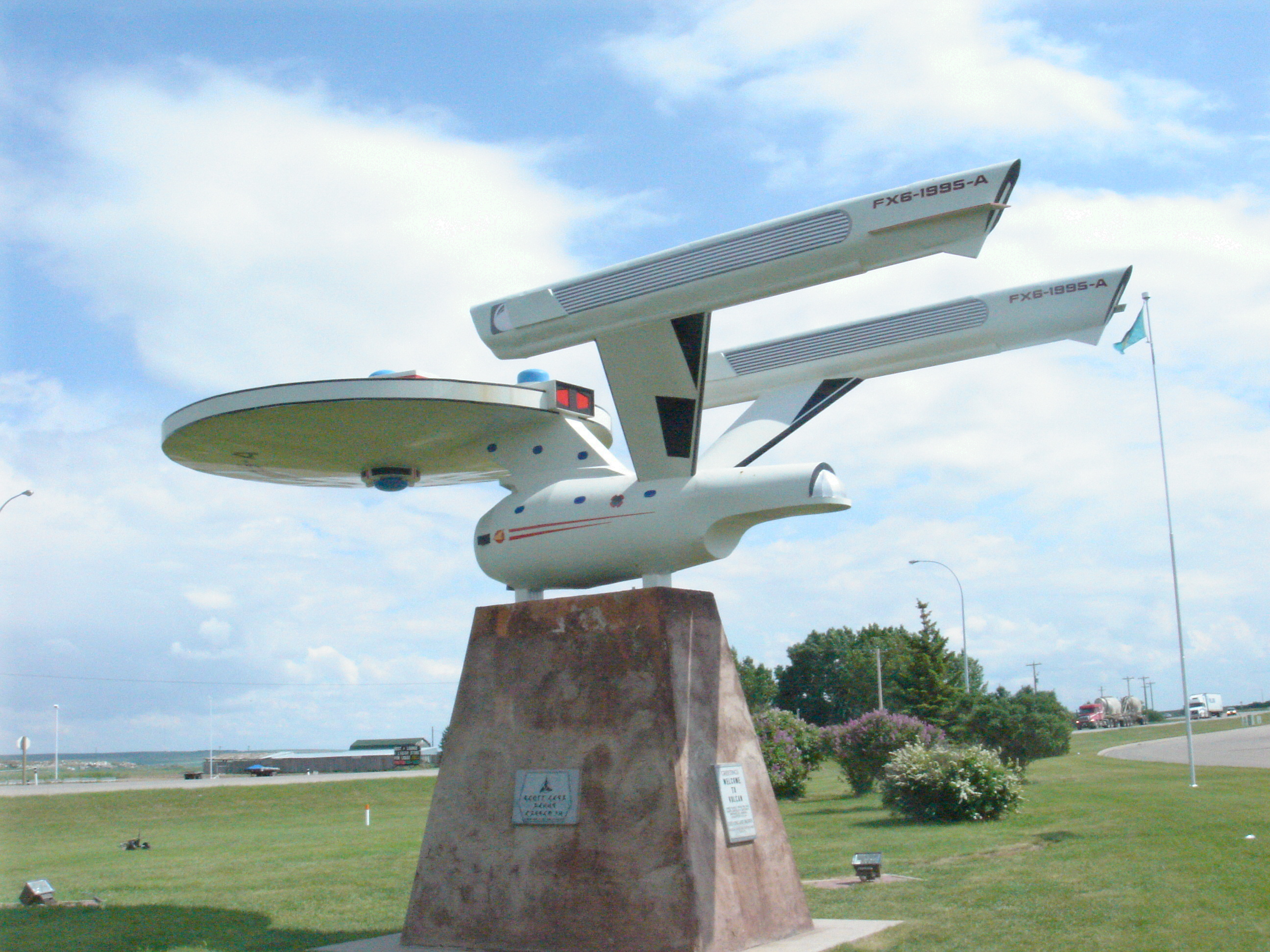
Le vaisseau spatial Enterprise du capitaine Kirk, chargé d'une mission d'exploration interstellaire de cinq ans (réplique située dans la ville de Vulcan, Alberta, Canada).

Presque dix années se sont écoulées entre la fin de la première série et le premier film de cinéma. Dans l'intervalle, de nombreux romans ont été publiés par des auteurs multiples. L'univers de Star Trek a survécu à une longue traversée audiovisuelle du désert, grâce à l'écriture. Il s'est également enrichi par le partage et le travail collectif. Sauvée une première fois par ses fans, maintenue et développée par une collectivité informelle d'auteurs, l'utopie de Star Trek se trouve autant dans sa naissance que dans son contenu.
En 1987, une nouvelle série est lancée, Star Trek : La Nouvelle Génération (Star Trek: The Next Generation ou ST : TNG), comportant un nouvel équipage. Contrairement à la série originelle, ST : TNG décrit un univers dans lequel la plupart des races rencontrées sont équivalentes, d'un point de vue technologique, et un nombre important d'épisodes n'est plus basé sur le concept de « premier contact », mais sur de nouveaux arguments, tels que les paradoxes du voyage temporel, ainsi que les univers parallèles.
La Directive Première (Prime Directive), qui contraint la Fédération à ne pas interférer dans l'évolution des espèces moins évoluées, prend plus d'importance dans cette série. Elle est l'occasion de cas de conscience, lorsque des espèces menacées de destruction ne devraient pas être assistées par respect de cette directive. Mais, souvent, l'existence de cette directive devient un prétexte pour la contourner... Avec le décès de Roddenberry, en 1991, la technologie perd son cachet optimiste et prend un visage oppressif.
Enfin, cette série connaît des liens historiques forts entre les épisodes, avec des objets ou des personnages qui apparaissent au cours de plusieurs épisodes (et même provenant de saisons précédentes), donnant à la série une cohérence plus forte. Des personnages de la série originelle font aussi leur apparition.
Roddenberry continua à être crédité en tant que producteur exécutif de ST : TNG, même lorsque son influence diminua, alors que la série progressait. Avec l'arrivée du producteur Rick Berman,(elle a lentement pris une nature plus basée sur les masques, en intégrant de plus en plus des scènes d'animation et des discours cryptés pour certaines audiences. Ceci est devenu plus apparent dans la majeure partie de la série suivante.)[pas clair]

## Star Trekà l'écran

### Télévision
En juin 2018, Alex Kurtzman responsable de la franchise a signé avec CBS Television Studios un contrat de cinq ans pour développer plusieurs séries de l'univers Star Trek, :
En février 2020, le CEO de ViacomCBS annonce deux nouvelles séries Star Trek en plus de Discovery, Picard, Section 31, Prodigy et Lower Decks.
En mai 2020, CBS ALL ACCESS commande officiellement une nouvelle série Star Trek nommée Strange New World pour 2022.

#### Séries en «prise de vues réelles»

##### Terminées ou annulées
- Star Trek ou Patrouille du cosmos (TOS, The Original Series) (1966-1969) (3 saisons, 79 épisodes) - Relate les aventures d'un vaisseau d'exploration spatiale au XXIIIe siècle.
- Star Trek : Phase II : (1978) Tentative avortée d'un retour de la série qui s'est limité à la production d'un pilote jamais diffusé.
- Star Trek : La Nouvelle Génération (TNG, Star Trek: The Next Generation) (1987-1994) (7 saisons, 178 épisodes) - Relate les aventures d'un nouveau vaisseau d'exploration spatiale au XXIVe siècle.
- Star Trek : Deep Space Nine (DS9) (1993-1999) (7 saisons, 176 épisodes) - Relate les aventures des habitants d'une station spatiale aux portes d'un passage vers un autre quadrant de la galaxie au XXIVe siècle.
- Star Trek : Voyager (VOY) (1995-2001) (7 saisons, 172 épisodes) - Relate les aventures d'une équipe d'exploration spatiale perdue dans un autre quadrant de la galaxie au XXIVe siècle.
- Star Trek : Enterprise (ENT) (2001-2005) (4 saisons, 98 épisodes) - Relate les aventures d'un vaisseau d'exploration spatiale expérimental au XXIIe siècle.
- Star Trek : Picard (PIC) (2020-2023) (3 saisons, 30 épisodes) - L'action se situe 20 ans après les évènements du film de Star Trek : La Nouvelle Generation - Nemesis[12].
- Star Trek : Discovery (DIS) (2017-2024) (5 saisons, 65 épisodes) - Relate les aventures d'un vaisseau d'exploration spatiale au XXIIIe siècle. Cette récente série télévisée se déroule une dizaine d'années avant la série originale et introduit de nouveaux personnages qui ne sont pas liés au film de 2016, Star Trek : Sans limites. La série est diffusée depuis le 24 septembre 2017 sur le service vidéo à la demande CBS All Access. Elle est également diffusée sur Netflix dans 188 pays (dont la France), les droits de télédiffusion ont été attribués à Bell Media au Canada.

##### En cours de diffusion
- Star Trek : Strange New Worlds (SNW) (depuis 2022)[13],[10] - Une série dérivée de Discovery, basé sur le Trio Pike-Numéro Un-Spock de la saison 2 de Discovery.

##### en cours développement ou de production
- Star Trek : Starfleet Academy[14]

#### Séries d'animation
- Star Trek : La série animée (TAS ou Star Trek: The Animated Series) (1973-1974) (2 saisons, 22 épisodes) - Suite de la série originale.
- Star Trek : Lower Decks, pour adulte (2020-2024) (5 saisons, 50 épisodes) - Développée par Mike McMahan (en), auteur et producteur de Rick et Morty. La série suit l'équipe secondaire d'un vaisseau de Starfleet[15],[16].
- Star Trek : Prodigy[17], pour enfants (2022-2024) (2 saisons, 40 épisodes), sur la chaîne Nickelodeon[18],[19],[14] puis Netflix.

#### Téléfilm
- Star Trek: Section 31 (2025) - Téléfilm dérivé de Discovery, basé sur l'histoire de Philippa Georgiou de l'Univers Miroir opérant au sein de la secrète Section 31.

### Web-séries
- Star Trek: Short Treks (2018) - en cours - Mini-épisodes indépendants basés sur l'univers de la série Star Trek : Discovery.

Plusieurs séries amateurs ont également été produites depuis, comme Star Trek : New Voyages (en) (2004-2016, connu comme Star Trek Phase II de 2008 à 2015), dans laquelle des artisans de la franchise font des apparitions ou Star Trek Continues (en) (2013-2017).

### Cinéma

#### Films fondés sur lasérie originale
- Star Trek, le film (Star Trek: The Motion Picture) (1979)
- Star Trek 2 : La Colère de Khan (Star Trek II: The Wrath of Khan) (1982)
- Star Trek 3 : À la recherche de Spock (Star Trek III: The Search for Spock) (1984)
- Star Trek 4 : Retour sur Terre (Star Trek IV: The Voyage Home) (1986)
- Star Trek 5 : L'Ultime Frontière (Star Trek V: The Final Frontier) (1989)
- Star Trek 6 : Terre inconnue (Star Trek VI: The Undiscovered Country) (1991)

#### Film fondé sur lasérie originaleetStar Trek: La Nouvelle Génération
- Star Trek : Générations (Star Trek: Generations) (1994)

#### Films fondés surStar Trek: La Nouvelle Génération
- Star Trek : Premier Contact (Star Trek : First Contact) (1996)
- Star Trek : Insurrection (1998)
- Star Trek : Nemesis (2002)

#### Films fondés sur l'univers deStar Trek, se déroulant dans ununivers parallèle
- Star Trek (2009)

Ce onzième long-métrage, reboot et relancement de la franchise est sorti le 6 mai 2009 ; il met en vedette Chris Pine, dans le rôle du jeune James T. Kirk, et Zachary Quinto, dans le rôle d'un jeune Spock. Leonard Nimoy accepta de participer au film et de reprendre son rôle de Spock. Grâce à son scénario utilisant le voyage temporel, le film est à la fois un nouveau départ et une suite de la franchise. Le retour dans le passé du Spock incarné par Leonard Nimoy permet en effet de créer une nouvelle temporalité, une sorte de monde parallèle, sans remettre en cause les évènements racontés dans les précédents films et séries.
- Star Trek Into Darkness (2013)
- Star Trek : Sans limites (Star Trek Beyond) (2016)
- Star Trek 4 (en préproduction[21],[22],[23],[24])
- Un film Star Trek avec Quentin Tarantino : le film a été abandonné, le réalisateur ayant favorisé un autre projet[25].

### Jeux vidéo
Plusieurs jeux vidéo, notamment des  MMORPG, sont en lien avec Star Trek, l'univers de fiction créé par Gene Roddenberry dans les années 1960.

## Ligne temporelle des films et séries
Voici la chronologie « en-univers Star Trek » des séries télévisées et des films. Elle permet de situer, dans le temps, les événements s'y déroulant. On peut voir que les événements de la série Enterprise se déroulent un siècle avant la série Star Trek et que les autres séries (TNG, DS9, VOY et Picard) se déroulent environ un siècle plus tard.

## Littérature romanesque
L'univers Star Trek est aussi une série de romans, s'inscrivant dans tous les univers des différentes séries.
À la suite du succès éditorial de la série Star Trek : New Frontier par l'écrivain Peter David (qui présente les aventures de l'USS Excalibur, un équipage original jamais apparu dans une série ou un film Star Trek), d'autres romans se basant sur l'univers Trek en général, sans s'appuyer sur une série en particulier, ont été publiés.
William Shatner, le fameux capitaine Kirk de la première série, a lui-même écrit plusieurs romans Star Trek, dont une série qui se poursuit d'un roman à l'autre. Faisant suite au film Generation, le dernier film à mettre en scène le capitaine Kirk et le premier avec le nouveau capitaine Jean-Luc Picard, cette série de romans s'amorce avec le titre Les Cendres d'Eden et se termine avec Les Préservateurs.